# Alain Maréchal
Cet article possède un paronyme, voir Alain Marschall.
Pour les articles homonymes, voir Maréchal.
Alain Maréchal, né le 27 juillet 1939 à Maule est un coureur cycliste français, spécialisé dans la course sur piste en particulier en demi-fond. Il est le fils du coureur Jean Maréchal.

## Palmarès
- 1965
  - Champion de France de demi-fond amateur[2]
  - 3e du championnat du monde de demi-fond amateur[1]